# Royal Herakles Hockey Club
Der Royal Herakles Hockey Club ist ein belgischer Hockeyclub aus dem gut 10 km südöstlich von Antwerpen gelegenen Lier. Der Verein wurde 1933 von Ehemaligen des Onze-Lieve-Vrouw-College in Antwerpen gegründet und führt beim Belgischen Hockeyverband KBHB die Stammnummer 706. Im in blau-weiß gestreiften Trikots, weißem Hosen und roten Stutzen spielenden Herakles HC betreiben über 1100 Mitglieder Hockey. Neben den acht Herren- und vier Damenteams existieren noch knapp 50 Jugend-, Freizeit- und Seniorenmannschaften. Das Clubgelände liegt rund zwei Kilometer nordwestlich des Stadtzentrums von Lier und umfasst zwei Kunstrasenfelder und ein Kunstrasenkleinfeld.
Nach der Gründung spielte Herakles am Wilrijkseplein und in Zurenborg. Ab 1934 ließ sich der Club in der Meyerlei in Mortsel nieder, wo der Fußballplatz und das dazugehörige Clubhaus der Handelsbank Herakles zur Verfügung gestellt wurde. Mit der Zeit wuchs die Anzahl der Mitglieder und der Wunsch nach einer eigenen Platzanlage kam auf. Der Vereinsführung gelang es Land in Lier zu erwerben und drei Rasenflächen konnten angelegt werden. 1966 wurde das heutige Clubhaus gebaut. In den 1970er entstand eine Tennis- und Bridgeabteilung, deren Anlage sich in Berchem befindet.

## Herren
| Europapokalbilanz Herren Feld |                    |        |       |             |
| Jahr                          | Wettbewerb         | Niveau | Platz | Ort         |
| 1991                          | Cup Winners Trophy | 2      | 1     | Gibraltar   |
| 1999                          | Club Champions Cup | 1      | 7     | Terrassa    |
| 2018                          | Euro Hockey League | 1      | 4     | Bloemendaal |

Die Herrenmannschaft von Herakles spielt in der Saison 2017/18 in der höchsten belgischen Liga, der Eredivise. Nach dem größten Erfolg der Vereinsgeschichte, dem Gewinn der Belgischen Meisterschaft 1998, stieg das Team 2005 und 2009 aus der Erstklassigkeit ab, kehrte aber beide Mal direkt ins Oberhaus zurück. In der Saison 2016/17 erreichte Herakles mit dem zweiten Platz nach der Vorrunde die Meisterschafts-Play-Offs. Im Halbfinale behielt das Team gegen Racing Brüssel 5:3 und 3:2 die Oberhand und zog in die Finalspiele der Meisterschaft ein, verlor diese aber klar mit 1:5 im Hinspiel vor heimischen Publikum und 1:4 im Rückspiel bei Titelverteidiger KHC Dragons. Gegen diesen Gegner bestritt das Team bereits 2000 das Finale.

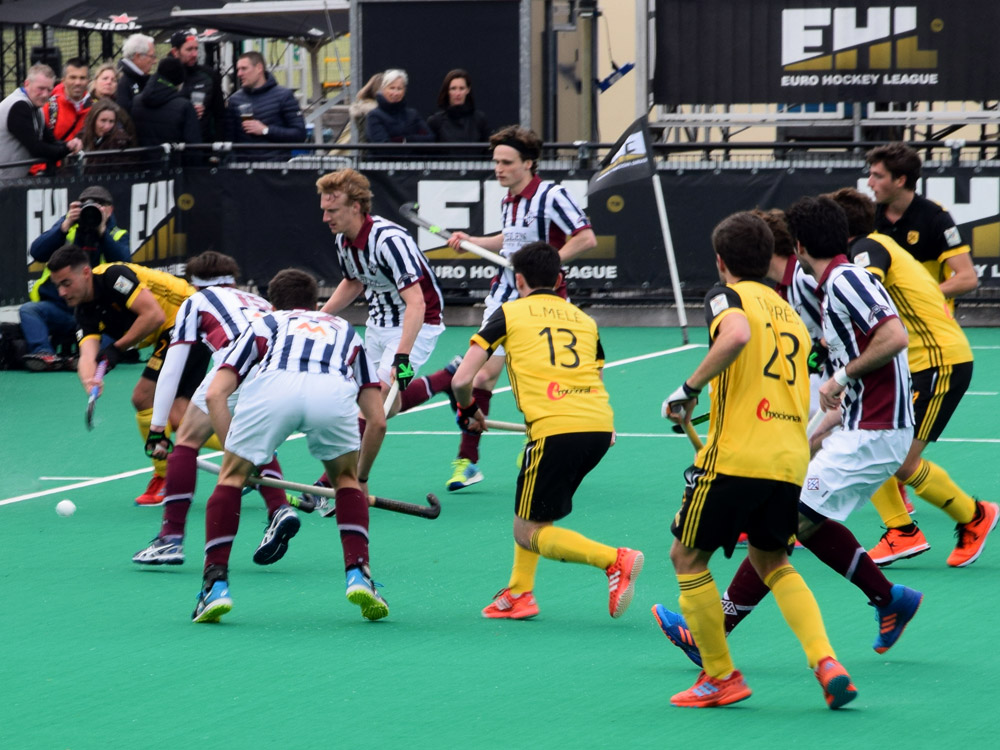
Herahles-Atlétic Terrassa 2018

Seine erste europäische Teilnahme bestritt Herakles 1991 bei der ersten Austragung der zweitklassigen EuroHockey Cup Winners Trophy, wo im Finale der Eagles HC aus Gibraltar besiegt werden konnte. 1999 folgte die zweite Europapokalteilnahme beim Champions Cup, bei der alle vier Spiele verloren wurden, was den Abstieg für Belgien zur Trophy für die folgende Saison zur Folge hatte. Durch die nationale Vizemeisterschaft 2017 nahm Herakles nach 19 Jahren wieder am Europapokal teil, wo die Mannschaft im Achtelfinale der Euro Hockey League den vierfachen Europakokalgewinner Atlètic Terrassa aus Spanien 4:2 besiegte und durch ein Sieg nach Shoot-Out über den Real Club de Polo de Barcelona das Final4 in Bloemendaal erreichte.

### Erfolge
- Belgischer Feldhockeymeister: 1998
- Belgischer Pokalsieger: 1959, 2009, 2010
- EuroHockey Cup Winners Trophy: 1991

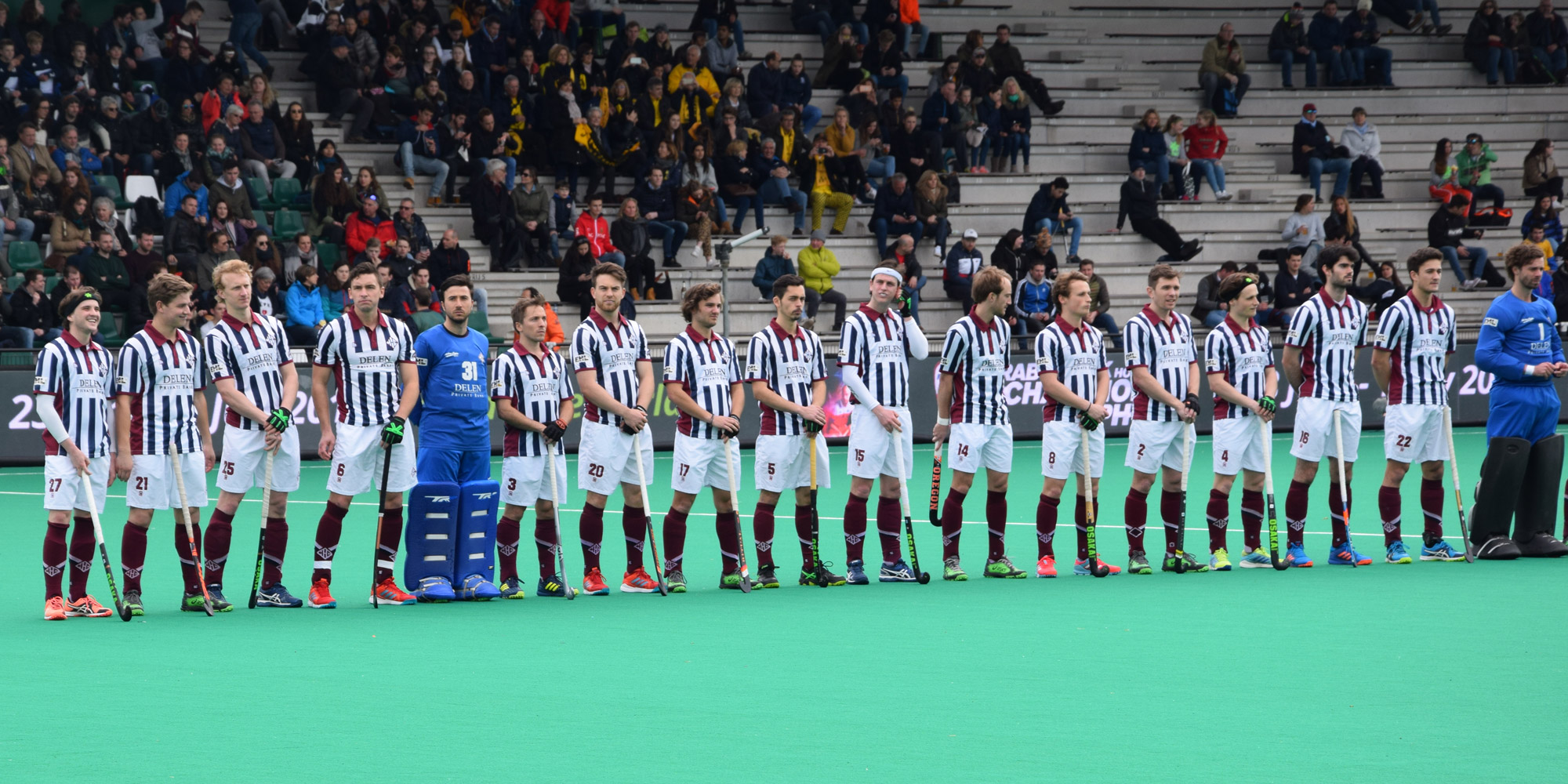
Herrenteam 2018 vor dem EHL-Achtelfinale gegen Atlètic Terrassa.

## Damen
Die Damen des Herakles HC spielten in der Saison 2017/18 in der höchsten belgischen Liga, der Eredivise.